# 西本欣司
西本 欣司（にしもと きんじ。1966年11月24日 - ）は、神奈川県出身のプロ野球審判員。セ・リーグ袖番号は1990年採用から2003年までは35、2004年以降は7。

## 来歴・人物
武相高等学校から愛知学院大学を経て、1990年にセ・リーグ審判部に入局した。同年はセ・リーグにおける審判4人制がスタートした年であり、55歳以上のベテラン審判の大半が引退した中で新規採用された一人である。
2005年には審判員奨励賞を受賞。オールスター出場3回（2003年、2008年、2015年。2008年第1戦で球審）。日本シリーズ出場4回（2009年、2012年、2017年、2021年。2009年第4戦、2012年、2017年第3戦、2021年第5戦で球審）。2010年9月23日読売ジャイアンツ対横浜ベイスターズ21回戦東京ドームにて一塁塁審を務め通算1000試合出場を達成した。
2014年よりクルーチーフとなる。
2015年に開催された第1回WBSCプレミア12に派遣され、6試合に出場した。
2016年5月15日、北海道日本ハムファイターズ対埼玉西武ライオンズ11回戦（札幌ドーム）で球審を務め、史上90人目の通算1500試合出場を達成した。
2019年より球審を務める際の構えをシザーススタンスからボックススタンスに変更した。
2021年7月3日、横浜DeNAベイスターズ対読売ジャイアンツ（明治神宮野球場）11回戦で二塁塁審を務め、史上72人目の通算2000試合出場を達成した。
2023年よりクルーチーフを外れる。
2024年10月2日、読売ジャイアンツ対横浜DeNAベイスターズ25回戦（東京ドーム）で球審を務め、試合終了後、同シーズン限りでの引退が発表された。

## 審判出場記録
- 初出場：1995年8月9日、横浜対ヤクルト20回戦（横浜スタジアム）、一塁塁審
- 出場試合数：2327試合
- オールスター出場：3回（2003年、2008年、2015年）
- 日本シリーズ出場：4回（2009年、2012年、2017年、2021年）

（記録は2024年シーズン終了時）

## 表彰
- セントラル・リーグ審判員奨励賞：1回 (2005年)
- ファインジャッジ賞：1回 (2017年)

（記録は2022年シーズン終了時）